# Heimatschutzbrigade 62
Die Heimatschutzbrigade 62 war eine nicht aktive Heimatschutzbrigade des Heeres der Bundeswehr. Stabssitz war Damme. Die Brigade wurde 1981 ausgeplant, 1993 aufgelöst und war dem Wehrbereichskommando II unterstellt.

## Gliederung
Die Brigade gliedert sich um 1989 wie folgt:
- Stab/Stabskompanie Heimatschutzbrigade 62 (GerEinh), Damme
  -  Pionierkompanie 620 (GerEinh), Damme
  -  Versorgungskompanie 620 (GerEinh), Damme
  -  Jägerbataillon 621 (GerEinh), Damme
  -  Jägerbataillon 622 (GerEinh), Meppen
  -  Panzerbataillon 623 (GerEinh), Wietmarschen (mit M 48)
  -  Feldartilleriebataillon 625 (GerEinh), Fürstenau (mit Feldhaubitzen FH 105mm [L])

## Geschichte

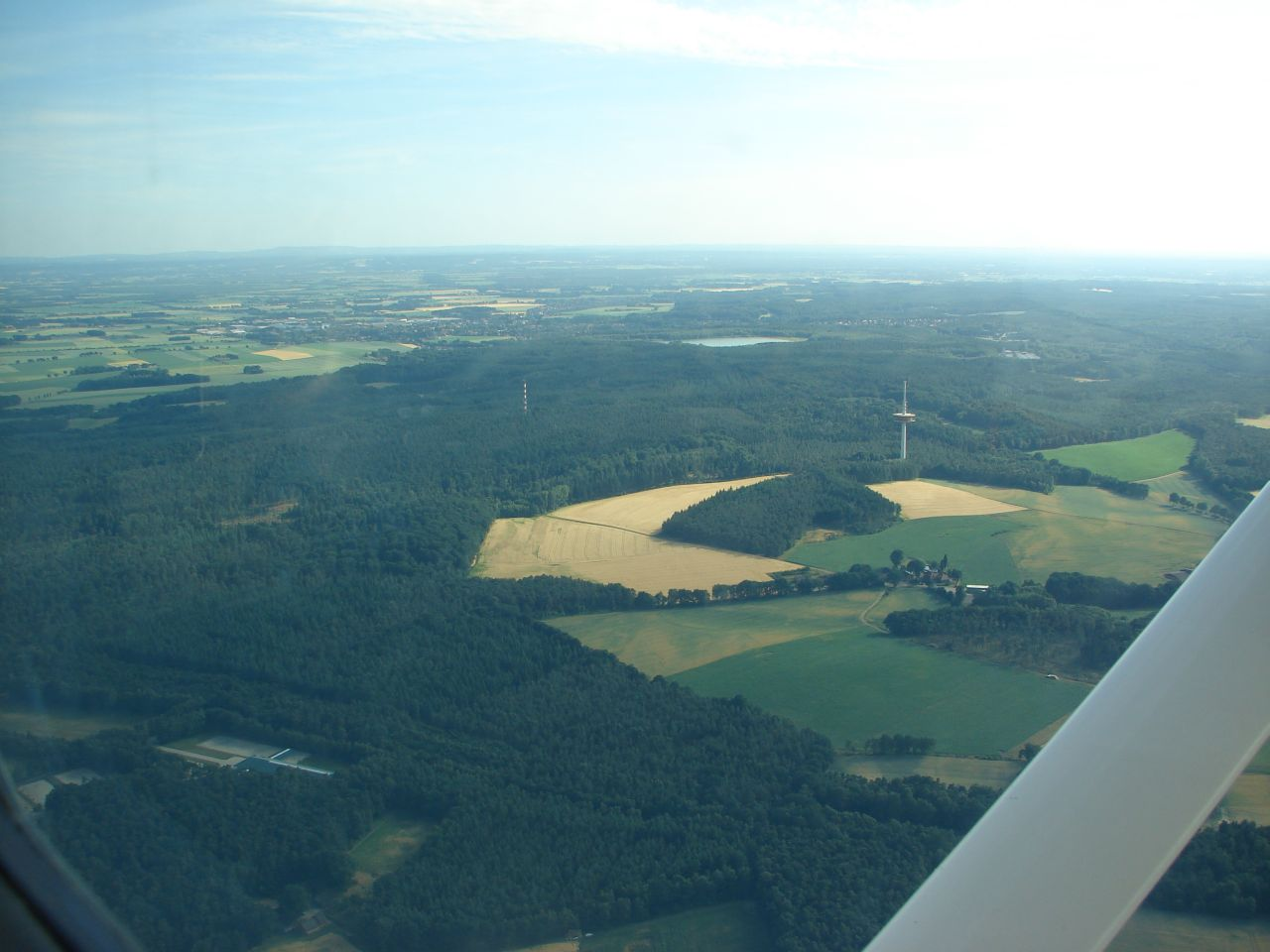
Blick auf den Mobilmachungsstützpunkt in den Dammer Bergen und die Bundeswehr Fernmeldeanlage auf dem Signalberg

### Aufstellung
Die Brigade wurde am 1. April 1981 zur Einnahme der Heeresstruktur IV in Hannover im Wehrbereich II aufgestellt. Zur gleichen Zeit wurde die teilaktive „Schwesterbrigade“ Heimatschutzbrigade 52 ausgeplant.
Wie ihre Bezeichnung andeutet, war die nicht aktive Heimatschutzbrigade eine der zwölf Heimatschutzbrigaden und eine der sechs nicht aktiven Heimatschutzbrigaden des Territorialheeres. Im Verteidigungsfall konnte die Brigade durch einberufene Reservisten auf eine Sollstärke von rund 2800 Soldaten aufwachsen. Die Brigade war als Geräteeinheit ausgeplant. Ihr Wehrmaterial lagerte im Frieden in Depots. Erst im Verteidigungsfall wäre das Material mobil gemacht worden.
Die Gliederung und Ausrüstung der Heimatschutzbrigade war mit den meisten anderen nicht aktiven Heimatschutzbrigaden im Territorialheer vergleichbar: den Kern bildeten jeweils zwei Jägerbataillone, ein Panzerbataillon und ein Feldartilleriebataillon. Allerdings verfügte die Brigade „nur“ über veraltete M 48 im Panzerbataillon und den beiden schweren Kompanien der Infanteriebataillone. Die Jägerbataillone verfügten über keine gepanzerten Mannschaftstransportwagen. Die Feldartillerie war wie bei den meisten Heimatschutzbrigaden mit gezogenen Feldhaubitzen FH 105mm (L) ausgerüstet. Aufgrund der geringen Anzahl an selbstständigen Kompanien und des für eine Brigade recht geringen Personalumfangs entsprach die Heimatschutzbrigade in Gliederung und Ausrüstung in etwa einer leichten Jägerbrigade.
Aufgabe der Heimatschutzbrigade als Teil des Territorialheeres war unter anderem die Verteidigung des rückwärtigen Heeresgebietes, insbesondere die Sicherung wichtiger Infrastruktur wie Marschrouten, Verkehrsknotenpunkte und Fernmeldeeinrichtungen. Im rückwärtigen Raum musste mit Luftlandetruppen, durchgesickerten oder durchgebrochenen Feind gerechnet werden.

### Auflösung
Nach der Wiedervereinigung und Ende des Kalten Krieges wurde die Brigade etwa gleichzeitig mit allen anderen damals noch elf bestehenden Heimatschutzbrigaden im Zuge der Verkleinerung des Heeres zum 30. September 1993 aufgelöst.

## Kommandeure
- Oberstleutnant Lorenz 1. April 1981 – 31. März 1985
- Oberstleutnant Gericke 1. April 1985 – 31. März 1991
- Oberstleutnant Horstmann 1. April 1991 – 30. September 1993

## Verbandsabzeichen
Die Heimatschutzbrigade führte aufgrund ihrer Ausplanung als Geräteeinheit kein eigenes Verbandsabzeichen.